# Pangolinisis cia
Pangolinisis cia is een zachte koraalsoort uit de familie Isididae. De koraalsoort komt uit het geslacht Pangolinisis. Pangolinisis cia werd in 1998 voor het eerst wetenschappelijk beschreven door Alderslade. 